# Marin (bicikli)
Marin je tvornica  bicikala osnovana u pokrajini Marin u Kaliforniji koja je utemeljena 1986. godine.  Specijalizirala se za brdske bicikle ali uz to ima i izbor drugih tipova bicikala. Svih 56 njihovih vrsta bicikala su dobila imena po lokacijama u i okolo pokrajine Marin. Za primjer,  Sausalito je lagani hibrid bicikla s vlaknastom karbonskom vilicom, trkaćim gumama i ravnim upravljačem s palčanim mjenjačem.